# 鄞州书城

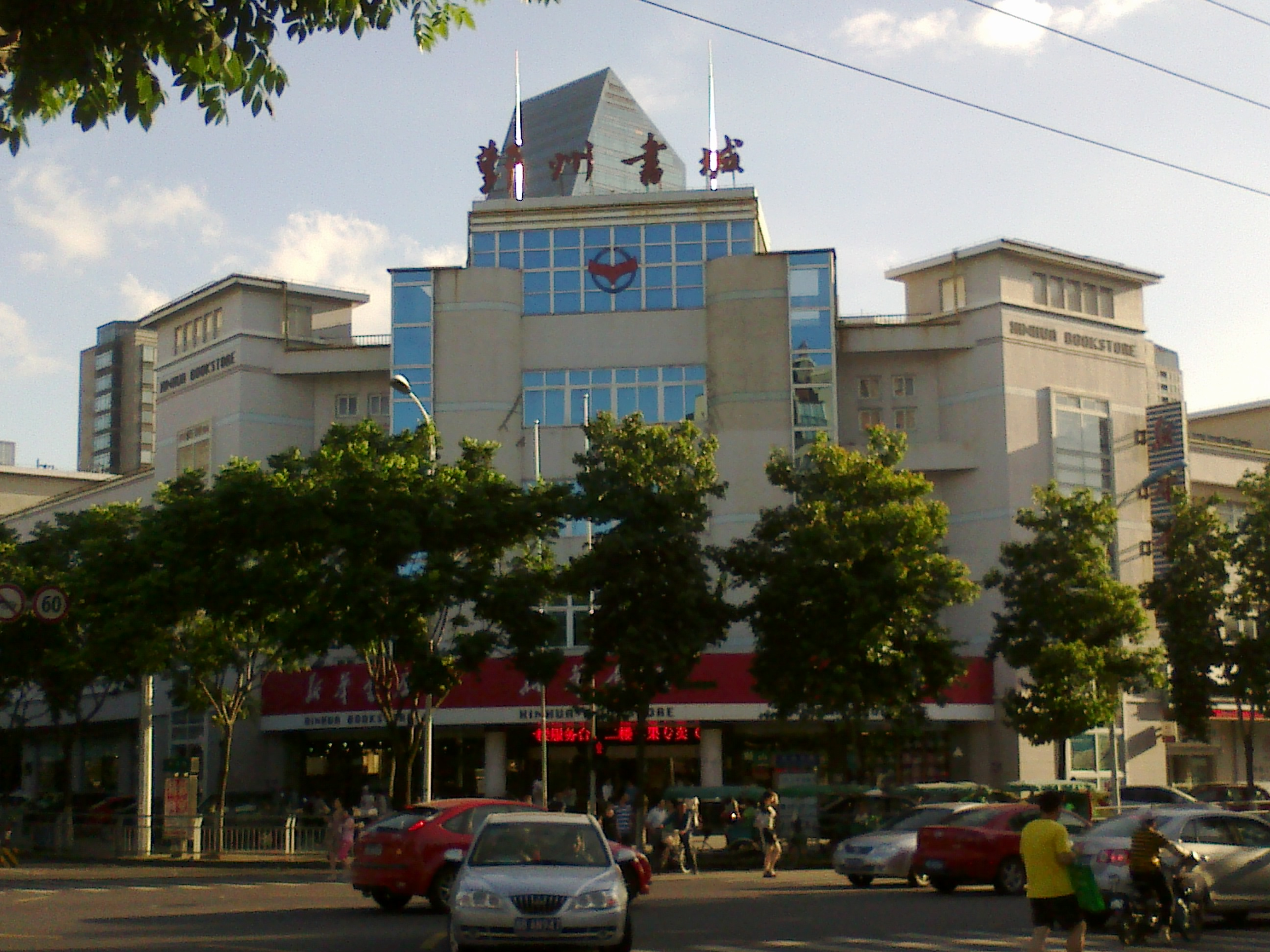
鄞州书城

鄞州书城即宁波市鄞州区新华书店，是中国浙江省宁波市一处图书零售卖场。

## 历史
鄞州区新华书店隶属于鄞州区文化广电新闻出版局。2004年9月，鄞州区新华书店从百丈路整体搬迁到贸城中路629号，并于同年12月18日开设鄞州书城，书城图书经营面积达3000多平方米，图书品种近8万种，音像制品1万余种。